# SAP Business One

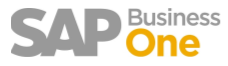

SAP Business One – zintegrowany system informatyczny bazujący na wzorcach biznesowych klasy ERP. Dzięki temu daje dostęp do danych we wszystkich obszarach działalności przedsiębiorstwa. Rozwiązanie to pozwala kontrolować procesy biznesowe w przedsiębiorstwie. 
SAP Business One skierowany jest do przedsiębiorstw z sektora małych i średnich przedsiębiorstw, ale równie dobrze może być z powodzeniem stosowany w dużych przedsiębiorstwach. Posiada otwartą architekturę opartą na zastosowaniu narzędzi SAP SDK. Umożliwia specjalne rozwiązania w zakresie migracji danych SAP, takie jak API importu danych, danych księgowych i usług oraz możliwość zastosowania XML.

## Architektura systemu
Oprogramowanie wykorzystuje dwuwarstwową architekturę typu klient–serwer. Rozwiązanie jest zoptymalizowane do współpracy z serwerem bazodanowym SAP HANA, MS SQL (w starszych wersjach również IBM DB2). System ten zawiera protokoły bezpieczeństwa, tworzenia kopii zapasowych oraz dostępu do sieci. Dostęp jest realizowany przez aplikację kliencką dla systemów rodziny Windows, przeglądarkę internetową lub aplikacje mobilne dostępna na systemach Android i iOS.
SAP Business One dostępny jest w wersji instalowanej lokalnie na serwerze lub stacji roboczej (on-premise) oraz chmurowej (cloud).

## Funkcje i właściwości
SAP Business One zawiera wiele modułów, umożliwiających zarządzanie procesami biznesowymi w przedsiębiorstwie. Najważniejsze z nich to:
- Księgowość – moduł służący do obsługi transakcji finansowych, obsługuje wszystkie transakcje finansowe dokonywane w przedsiębiorstwie, włącznie z księgowaniami i obsługą kont.
- Szanse Sprzedaży (CRM) – moduł umożliwia zapamiętanie wszystkich szans sprzedaży, począwszy od pierwszej rozmowy telefonicznej do pomyślnego zakończenia transakcji, poprzez zdefiniowanie w systemie etapów pracy działu handlowego i marketingu. Ten kluczowy komponent SAP Business One jest częścią zintegrowanego CRM, który umożliwia wprowadzanie różnych informacji dotyczących szans sprzedaży, włącznie z ich źródłem, potencjałem, datą zamknięcia, danych o konkurencji oraz poszczególnych działaniach. Po utworzeniu pierwszej istotnej oferty sprzedaży można połączyć ją z szansą sprzedaży w celu uproszczenia późniejszego śledzenia i analiz. Moduł umożliwia raportowanie ilości i wartości pozyskanych kontraktów, przegranych i odłożonych ofert oraz toczących się negocjacji.
- Sprzedaż – umożliwia tworzenie cenników, wprowadzanie zleceń sprzedaży oraz zarządzanie wszystkimi fakturami i należnościami od odbiorców.
- Zakup – umożliwia generowanie zamówień zakupu, aktualizacje wielkości zapasów, obsługę zwrotów i anulowanie faktur, a także przetwarzanie płatności.
- Partnerzy handlowi – zapewnia kontrolę wszystkich informacji o dostawcach, odbiorcach i prospektach (potencjalnych odbiorcach), włącznie z profilami ich działalności oraz wszelkimi danymi adresowymi.
- Banki – moduł ten pozwala na obsługę działań finansowych, takich jak przyjęcie gotówki, wystawienie czeku, depozyty, płatności zaliczkowe, płatności za pomocą kart kredytowych i rozliczenia bankowe.
- Gospodarka Materiałowa – umożliwia zarządzanie poziomem zapasów, materiałami, cennikami, cenami specjalnymi oraz przesunięciami magazynowymi.
- Produkcja – moduł ten obejmuje narzędzia produkcyjne, które pozwalają na definiowanie wielopoziomowych drzew produktu oraz tworzenie zleceń produkcyjnych.
- MRP – moduł oferuje efektywne i jednocześnie proste narzędzie, które wspomaga planistów w zakresie produkcji lub handlowców podczas tworzenia harmonogramu oraz zarządzania produkcją bądź zakupem na podstawie różnorodnych kryteriów.
- Serwis – funkcje tego modułu dostarczają działom usług serwisowych narzędzi służących do obsługi działań serwisowych, zarządzania umowami serwisowymi, planowania usług serwisowych, śledzenia działań w zakresie kontaktów z klientami oraz wsparcia udzielanego klientom. Jest to doskonała kontrola nad serwisem gwarancyjnym i pogwarancyjnym.
- Pracownicy – moduł służy do wprowadzania i przetwarzania informacji o pracownikach przedsiębiorstwa.
- Projekty – do zarządzania projektami m.in. planowania etapów i faz projektów, gromadzenia dokumentacji, określania i kontroli budżetów projektów.
- Raporty – system zawiera wiele wstępnie zdefiniowanych raportów, które mogą być analizowane w różny sposób poprzez wykorzystanie funkcji wyboru i sortowania. Nawigacja w raporcie pozwala na uzyskanie szybkiego dostępu do zawartych w nim szczegółowych informacji. Ponadto istnieje możliwość tworzenia dowolnej liczby raportów spełniających indywidualne potrzeby użytkownika. Kreator raportów prowadzi użytkownika krok po kroku przez definiowanie zapytań, umożliwiając tworzenie tak szczegółowych raportów, jak jest to konieczne. Istnieje również możliwość eksportu wszystkich raportów do arkuszy MS Excel, MS Word, MS Project.

## Mechanizmy SAP Business One
- Mechanizm „Przeciągnij i skojarz” (Drag&Relate) – możliwość zapewnienia użytkownikom na wszystkich poziomach przejrzystość operacji oraz możliwość monitorowania istotnych relacji i transakcji w ramach działalności.
- Alarmy bazujące na workflow – oparte na workflow alarmy umożliwiają monitorowanie, powiadamianie oraz podejmowanie działań w odniesieniu do określonych zdarzeń.
- Możliwość adaptacji – możliwość dodawania nowych pól, zmiany formularzy oraz tworzenia spersonalizowanych zapytań i raportów. Można dodawać nowe funkcjonalności lub aktualizować wersję rozwiązania – zgodnie z potrzebami wynikającymi ze zmian gospodarczych.

## Sprzedaż i wdrożenia SAP Business One
Sprzedażą i wdrożeniami oprogramowania SAP Business One zajmują się autoryzowani partnerzy producenta firmy SAP. 